# Maciej Musiał
Maciej Musiał (Varsó, 1995. február 11. –) lengyel színész, televíziós műsorvezető.

## Élete és pályafutása
1995. február 11-én született Varsóban. Szülei, Anna és Andrzej Musiał szintén színészek.
A XXVIII. számú Jana Kochanowskiego Középiskolában érettségizett (2014), ezt követően egy rövid ideig filozófiát hallgatott a Varsói Egyetemen. 2016-ban felvételt nyert a karakkói Állami Színművészeti Akadémiára, ahol 2019-ben diplomázott.
2004-ben, gyerekként állt először a kamerák elé, hogy eljátszhasson egy rövid szerepet a Plebanii egyik epizódjában. 2007-ben a Prawo miasta című krimi két epizódjában tűnt fel, majd nem sokkal később szerepet kapott a Futro című filmben és a Hotel pod zyrafa i nosorozcem tévésorozatban. Amikor 2011-ben Dorota Kośmicka-Gacke producer felkérte Tomek Boski szerepére a Rodzince.pl vígjáték-sorozatba, még csak 15 éves volt. Ez volt az a szerep, aminek köszönhetően igazi hírnevet szerzett, közben 2013 és 2017 között a The Voice of Poland tehetségkutató műsor házigazdája volt.
A Netflix 2018 novemberében debütáló  1983 című nyolcrészes disztópikus sorozatának nem csak főszereplője, hanem producere és – Joshua Long ötletgazda mellett – társalkotója is volt. Az Andrzej Sapkowski lengyel író fantasy regényei alapján készült 2019-es, ugyancsak netflixes Vaják című sorozatban Sir Lazlót játszotta.

## Filmográfia

### Film
| Év   | Cím                      | Szerep            | Megjegyzések                |
| ---- | ------------------------ | ----------------- | --------------------------- |
| 2007 | Futro                    | Konrad Makowiecki |                             |
| 2011 | Baby sa jakies inne      | fiú a buszon      |                             |
| 2011 | Mój biegun               | Johnny            |                             |
| 2012 | Offline                  | Kacper Tarski     | rövidfilm                   |
| 2013 | Dom na koncu drogi       | Piotr             | rövidfilm                   |
| 2014 | Dzien dobry, kocham cie! | Iwo               |                             |
| 2018 | Milosc jest wszystkim    | Daniel            |                             |
| 2023 | Parasztok (Chłopi)       | Jaś               | magyar hangja: Czető Roland |

### Televízió
| Év        | Magyar cím       | Eredeti cím                   | Szerep               | Megjegyzések                                     |
| --------- | ---------------- | ----------------------------- | -------------------- | ------------------------------------------------ |
| 2004      |                  | Plebanii                      | fiú a templomban     | 1 epizód                                         |
| 2005–2020 |                  | Teatr Telewizji               | több szerep          | 4 epizód                                         |
| 2007      |                  | Prawo miasta                  | Maciek Gralczyk      | 2 epizód                                         |
| 2008      |                  | Hotel pod żyrafą i nosorożcem | Janek Miłobędzki     | 13 epizód                                        |
| 2008–2020 |                  | Ojciec Mateusz                | Michal Wielicki      | 44 epizód                                        |
| 2010      |                  | Nowa                          | Adam Szyma           | 1 epizód                                         |
| 2011      |                  | Ranczo                        | fiú                  | 1 epizód                                         |
| 2011–2020 |                  | Rodzinka.pl                   | Tomek Boski          | 266 epizód                                       |
| 2012      |                  | Prawo Agaty                   | Sebastian Wróblewski | 1 epizód                                         |
| 2012–2013 |                  | Hotel 52                      | Łukasz               | 20 epizód                                        |
| 2012–2015 |                  | Krew z krwi                   | Franek Majewski      | 18 epizód                                        |
| 2014      | A becsület ideje | Czas honoru                   | ’Apacz’              | 12 epizód                                        |
| 2018      | 1983             | 1983                          | Kajetan Skowron      | - főszereplő (8. epizód) - megalkotó és producer |
| 2019      |                  | DNA                           | Tadek                | 1 epizód                                         |
| 2019      |                  | Pułapka                       | Artur                | 3 epizód                                         |
| 2019      | Vaják            | The Witcher                   | Sir Lazlo            | - 2 epizód - magyar hangja: - Darvasi Áron       |
| 2022      | 1899             | 1899                          | Olek                 | - 8 epizód - magyar hangja: - Csiby Gergely      |
| 2024–2025 | Halálos kötelék  | Sleboda                       | Sebastian Strzygon   | 6 epizód                                         |